# Utetheisa bella
Utetheisa bella är en fjärilsart som beskrevs av Carl von Linné 1758. Utetheisa bella ingår i släktet Utetheisa och familjen björnspinnare. Inga underarter finns listade i Catalogue of Life.